# 田林県
田林県（でんりん-けん）は中華人民共和国広西チワン族自治区百色市に位置する県。

## 行政区画
- 鎮:楽里鎮、旧州鎮、定安鎮、六隆鎮、浪平鎮
- 郷:平塘郷、那比郷、高竜郷、百楽郷、者苗郷
- 民族郷:潞城ヤオ族郷、利周ヤオ族郷、八桂ヤオ族郷、八渡ヤオ族郷